# Хирохито
Хирохито (јап. 裕仁) или цар Шова (јап. 昭和天皇; Токио, 29. април 1901 — Токио, 7. јануар 1989) био је 124. јапански цар, који је владао од 25. децембра 1926. године до своје смрти 7. јануара 1989. године.
Његова владавина од 1926. године обележена је агресивном милитаристичком политиком Јапана (напад на Кину 1931. и 1937, пакт с Хитлером 1940). Нападом на САД (Перл Харбор, 1941) ушао је у Други светски рат, а у августу 1945. објавио је безусловну капитулацију Јапана, а 1946. године се одрекао „божанског порекла“. Међународни суд ослободио га је 1948. године оптужбе за ратне злочине.

## Детињство и младост
Рођен у дворцу Аојама у Токију, принц Хирохито је био први син престолонаследника Јошихита (будућег цара Таиша) и престолонаследниковице Садако (будуће царице Теимеји). Службено је постао принц наследник 2. октобра 1916. године. Хирохито је похађао мушку школу Гакушин (1908—1914) коју су углавном похађале аристократе, затим је отишао у посебан институт за принца наследника (Tōgū-gogakumonsho) и похађа тај институт од 1914. до 1921. године. Године 1921. Хирохито је прошао шестомесечну европску турнеју, укључујући Уједињено Краљевство, Француску, Италију, Холандију и Белгију, и тиме постао први принц који је привремено отпутовао из Јапана. Након повратка у Јапан преузео је дужност регента 29. октобра 1921. године, наслеђујући болесног оца којем се погоршало ментално стање. За време обављања дужности регента право гласа на изборима добили су сви мушкарци старији од 25 година.

## Брак
Хирохито се оженио принцезом Нагако Куни. Она је била најстарија кћерка принца Кунија Кунијошија. Имали су два сина и пет кћерки:
- Принцеза Шигеко (9. децембар 1925 — 23. јул 1961)
- Принцеза Сачико (10. септембар 1927 — 8. март 1928)
- Принцеза Казуко (30. септембар 1929 — 28. мај 1989)
- Принцеза Ацуко (7. март 1931)
- престолонаследник Акихито (23. децембар 1933)
- Принц Масахито (28. новембар 1935)
- Принцеза Такако (3. март 1939).

## Цар
Дана 25. децембра 1926. године Хирохито је наследио преминулог оца Јошихита. Тад је завршила ера његова оца звана Тајшо, а започела је ера цара Хирохита звана Шова. Према јапанској традицији добио је име Цар Тајшо, али мало ко се тако обраћао цару Хирохиту. Хирохиту су се обраћали са „Његово величанство цар” (天皇陛下, tennō heika), што је скраћено на само „Његово величанство” (陛下, heika).

## Рана владавина
Прва обележја његове владавине била су сукобљавање с финансијском кризом и снажним јачањем војске. Јапанска копнена војска и Јапанска ратна морнарица увек су имали право на вето од 1900. године и између 1921. и 1944. године. 
Хирохито је једном приликом за длаку избегао смрт. Ручну гранату на њега бацио је корејски националиста у Токију 9. јануара 1932. године.
Други важан догађај је атентат председника владе Инукаја Цујошија 1932. године, што је назначило крај цивилне владавине над војском. После овога уследио је покушај војног удара на владу у фебруару 1936. године. Инцидент је назван двадесетшестофебруарски инцидент. Предводили су га нижи официра, тј. свих оних који су имали симпатије према вископозиционираном официру принцу Хихибу, брату цара Хирохита. Инцидент је прерастао у побуну, а побуна је резултирала смакнућем великог дела чланова владе и војних официра. 
Након што је цар Хирохито обавештен о побуни, издао је наређење да се побуна угуши. Војнике који су се побунили назвао је побуњеницима (bōto). Тачније, наредио је министру војске Јошикуки Кавашими да угуши побуну за један сат, и фреквентно се информирао се о побуни. Побуна је угушена 29. фебруара 1936. године.

## Кинеско-јапански ратиДруги светски рат
Пре почетка Другог светског рата Јапан је 1931. године напао Манџурију у првом кинеско-јапанском рату, а затим и остатак Кине 1937. године у другом кинеско-јапанском рату.
Неки извори откривају да цар Шова није имао приговора на план о инвазији Кине 1937. године, који су му предложили његови министри и премијер Фумимаро Коное. Највећа брига му је била могућност напада Совјетског Савеза са севера, а највише питања је својим министрима постављао о времену које ће требати да се савлада кинески отпор.
Према Акири Фујивари, током рата са Кином цар је лично ратификовао предлог да јапанска војска одбаци у ратовању међународна правила о поступању са ратним заробљеницима. Радови Јошиаки Јошими и Сеија Мацуно указују да је цар одобрио посебна наређења (rinsanmei), о употреби хемијског оружја против Кинеза.
За време Другог светског рата Јапан је склопио савез са нацистичком Немачком и фашистичком Италијом назван Силе осовине. У јулу 1939. цар је неколико пута расправљао са једним од своје браће Јасухитом (принц Хихибу), који га је три пута недељно посећивао и залагао се за савез, често је у посети био заједно с министром војске Сеиширо Итагакијем. Тек након успеха немачке војске у Европи цар је пристао на савез.
Пред крај рата, на почетку 1945. године упркос све лошијој ситуацији за Јапан, цар није пристао на завршавање рата преговорима и предајом према савету премијера Фумимаро Коное, него се још надао великој победи. Након предаје Немачке у мају 1945. и одлуке Совјетског Савеза о томе да неће продужити споразум о ненападању, јапански кабинет се састао у јуну 1945. како би потврдио одлуку о борби до задњег човека. Ову одлуку је потврдио цар на кратком састанку са својим саветницима.
Дана 26. јула 1945. савезници су донели Потсдамску декларацију у којој се захтева безусловна предаја Јапана, што су јапанска влада и цар првотно одбили. Након напада атомском бомбом на Хирошиму и Нагасаки и објаве рата Совјетског Савеза, цар је одлучио да заврши рат. О својој одлуци обавестио је своју породицу, а дана 15. августа је преко радија емитован снимак у коме цар објављује безусловну предају свих јапанских војних снага (Gyokuon-hōsō), те је то уједно и први пут да су Јапанци чули глас свога цара преко радија.

## Послератна владавина и смрт
Године 1946. одрекао се „божанског порекла”. Након рата многи су оптуживали Хирохита за ратне злочине. Американци су након рата одлучили да поштеде Хирохита и његову породицу од оптужби за ратне злочине. Није му се судило јер се показало да су агресивну спољашњу политику водили осамостаљени војни и политички врхови, чак и против цареве воље. Американцима је то одговарало ради мира у окупираном Јапану. После рата успостављена је уставна монархија, а Хирохито је остао цар без стварног удела у власти. Ранија апсолутистичка власт укинута му је увођењем новог устава 1947. године. Оптужби за ратне злочине ослободио га је Међународни суд 1948. године. Успео је да функцију цара прилагоди новим приликама. Пре недоступну царску породицу учинио је блиском народу честим јавним појављивањем. Јапан је следећих деценија доживео економску ренесансу, поставши једном од најбогатијих земаља света. Истодобно је Хирохито постао симболом напретка и демократизације свога народа.
Он је био први цар који је путовао изван Јапана од 1971. године. Стари су се обичаји променили. Хирохито се често појављивао у јавности, посећивао сумо борбе, а његов син и наследник Акихито оженио је неплемкињу.
Хирохито је преминуо 7. јануара 1989. године у 6:33, а службена смрт објављена је у 7:55, кад је јавност први пут сазнала да је цар имао рак. Сахрањен је уз микроскоп којим је целог живота проучавао живот под морем. На руци је имао сат с ликом Микија Мауса, који су му 1975. године поклонили Американци приликом његове посете САД.

## Породично стабло
|  |                                               |  |  |  |  |  |  |  |  |  |  |  |  |  |  |  |
|  | 16. Ayahito, Emperor Ninkō                    |  |  |  |  |  |  |  |  |  |  |  |  |  |  |  |
|  |                                               |  |  |  |  |  |  |  |  |  |  |  |  |  |  |  |
|  |                                               |  |  |  |  |  |  |  |  |  |  |  |  |  |  |  |
|  | 8. Osahito, Emperor Kōmei                     |  |  |  |  |  |  |  |  |  |  |  |  |  |  |  |
|  |                                               |  |  |  |  |  |  |  |  |  |  |  |  |  |  |  |
|  |                                               |  |  |  |  |  |  |  |  |  |  |  |  |  |  |  |
|  | 17. Lady Tsuneko Fujiwara                     |  |  |  |  |  |  |  |  |  |  |  |  |  |  |  |
|  |                                               |  |  |  |  |  |  |  |  |  |  |  |  |  |  |  |
|  |                                               |  |  |  |  |  |  |  |  |  |  |  |  |  |  |  |
|  | 4. Mutsuhito, Emperor Meiji                   |  |  |  |  |  |  |  |  |  |  |  |  |  |  |  |
|  |                                               |  |  |  |  |  |  |  |  |  |  |  |  |  |  |  |
|  |                                               |  |  |  |  |  |  |  |  |  |  |  |  |  |  |  |
|  | 18. Nakayama Tadayasu                         |  |  |  |  |  |  |  |  |  |  |  |  |  |  |  |
|  |                                               |  |  |  |  |  |  |  |  |  |  |  |  |  |  |  |
|  |                                               |  |  |  |  |  |  |  |  |  |  |  |  |  |  |  |
|  | 9. Lady Yoshiko Nakayama                      |  |  |  |  |  |  |  |  |  |  |  |  |  |  |  |
|  |                                               |  |  |  |  |  |  |  |  |  |  |  |  |  |  |  |
|  |                                               |  |  |  |  |  |  |  |  |  |  |  |  |  |  |  |
|  | 19. Lady Matsuura Aiko                        |  |  |  |  |  |  |  |  |  |  |  |  |  |  |  |
|  |                                               |  |  |  |  |  |  |  |  |  |  |  |  |  |  |  |
|  |                                               |  |  |  |  |  |  |  |  |  |  |  |  |  |  |  |
|  | 2. Јошихито                                   |  |  |  |  |  |  |  |  |  |  |  |  |  |  |  |
|  |                                               |  |  |  |  |  |  |  |  |  |  |  |  |  |  |  |
|  |                                               |  |  |  |  |  |  |  |  |  |  |  |  |  |  |  |
|  | 10. Count Takamitsu Yanagihara                |  |  |  |  |  |  |  |  |  |  |  |  |  |  |  |
|  |                                               |  |  |  |  |  |  |  |  |  |  |  |  |  |  |  |
|  |                                               |  |  |  |  |  |  |  |  |  |  |  |  |  |  |  |
|  | 5. Lady Naruko Yanagihara                     |  |  |  |  |  |  |  |  |  |  |  |  |  |  |  |
|  |                                               |  |  |  |  |  |  |  |  |  |  |  |  |  |  |  |
|  |                                               |  |  |  |  |  |  |  |  |  |  |  |  |  |  |  |
|  | 11. Lady Utano Hasegawa                       |  |  |  |  |  |  |  |  |  |  |  |  |  |  |  |
|  |                                               |  |  |  |  |  |  |  |  |  |  |  |  |  |  |  |
|  |                                               |  |  |  |  |  |  |  |  |  |  |  |  |  |  |  |
|  | 1. Хирохито                                   |  |  |  |  |  |  |  |  |  |  |  |  |  |  |  |
|  |                                               |  |  |  |  |  |  |  |  |  |  |  |  |  |  |  |
|  |                                               |  |  |  |  |  |  |  |  |  |  |  |  |  |  |  |
|  | 24. Nijō Harutaka                             |  |  |  |  |  |  |  |  |  |  |  |  |  |  |  |
|  |                                               |  |  |  |  |  |  |  |  |  |  |  |  |  |  |  |
|  |                                               |  |  |  |  |  |  |  |  |  |  |  |  |  |  |  |
|  | 12. Prince Kujō Hisatada, Regent              |  |  |  |  |  |  |  |  |  |  |  |  |  |  |  |
|  |                                               |  |  |  |  |  |  |  |  |  |  |  |  |  |  |  |
|  |                                               |  |  |  |  |  |  |  |  |  |  |  |  |  |  |  |
|  | 6. Prince Kujō Michitaka of the Fujiwara Clan |  |  |  |  |  |  |  |  |  |  |  |  |  |  |  |
|  |                                               |  |  |  |  |  |  |  |  |  |  |  |  |  |  |  |
|  |                                               |  |  |  |  |  |  |  |  |  |  |  |  |  |  |  |
|  | 13. Lady Tsuneko Karahashi                    |  |  |  |  |  |  |  |  |  |  |  |  |  |  |  |
|  |                                               |  |  |  |  |  |  |  |  |  |  |  |  |  |  |  |
|  |                                               |  |  |  |  |  |  |  |  |  |  |  |  |  |  |  |
|  | 3. Teimei                                     |  |  |  |  |  |  |  |  |  |  |  |  |  |  |  |
|  |                                               |  |  |  |  |  |  |  |  |  |  |  |  |  |  |  |
|  |                                               |  |  |  |  |  |  |  |  |  |  |  |  |  |  |  |
|  | 14. Yorioki Noma                              |  |  |  |  |  |  |  |  |  |  |  |  |  |  |  |
|  |                                               |  |  |  |  |  |  |  |  |  |  |  |  |  |  |  |
|  |                                               |  |  |  |  |  |  |  |  |  |  |  |  |  |  |  |
|  | 7. Lady Ikuko Noma                            |  |  |  |  |  |  |  |  |  |  |  |  |  |  |  |
|  |                                               |  |  |  |  |  |  |  |  |  |  |  |  |  |  |  |
|  |                                               |  |  |  |  |  |  |  |  |  |  |  |  |  |  |  |
|  | 15. Lady Kairi Yamokushi                      |  |  |  |  |  |  |  |  |  |  |  |  |  |  |  |
|  |                                               |  |  |  |  |  |  |  |  |  |  |  |  |  |  |  |
|  |                                               |  |  |  |  |  |  |  |  |  |  |  |  |  |  |  |